# Traian Teodorescu
Traian Teodorescu (n.  ?, Galați, România) a fost un inginer născut la Galați, de numele căruia se leagă invenția primului submarin de concepție românească.
Inginerul Traian Teodorescu face în  anul 1880 o solicitare guvernului român cu privire la construirea unui „batel submarin” cu fonduri de la stat. 
Pentru moment obține aprobarea de a construi submarinul la arsenalul statului, dar schimbarea  ministrului de război face ca avizul să-i fie retras.
Acesta insistă adresându-se cu o petițiune Adunării Deputaților care în ședința din 14 februarie 1881 hotărăște trimiterea cazului spre rezolvare la Comisia de petițiuni.
O comisie a Ministerului de Război special constituită, analizează și aprobă principiile submarinului, recomandându-i totuși inginerului Teodorescu obținerea unui brevet de invenție în străinătate, pe care acesta îl realizează în anul 1882 la Londra.
În același an, se adresează din nou Adunării Deputaților pentru obținerea creditului necesar construirii submarinului, nereușind decât obținerea unor aprecieri prin care i se recunoaște „urgența și cercetarea cererii domniei sale”.
Deși presa din țară și chiar din străinătate a comentat și a susținut demersurile inginerului Traian Teodorescu, acesta își pierde speranța de a-și vedea visul realizat.
Soluția găsită a fost obținerea de fonduri și construirea submarinului în străinătate. Ultima mențiune despre „batelul submarin” al lui Traian Teodorescu, consemnează începerea construcției sale la șantierul Escher, Wyss et Comp de pe râul Limmat în apropiere de Zürich.
În lucrarea Les bateaux sous-marins referitoare la evoluția submarinelor apărută în anul 1900 la editura Vve C. Dunod din Paris, Fernand Forest și Henry Noalhat fac referiri și la submarinul inginerului Traian Teodorescu recunoscându-se „justețea principiului ce permite scufundarea sau ridicarea submarinului”.